# Bactrocera trifasciata
Bactrocera trifasciata är en tvåvingeart som först beskrevs av Hardy 1982.  Bactrocera trifasciata ingår i släktet Bactrocera och familjen borrflugor. Inga underarter finns listade.